# Soundso
Soundso (Tak a tak) je třetí album německé skupiny Wir sind Helden. Vyšlo 25. května 2007 a řadí se do popové hudby.

## Vznik
Na podzim 2006 se kapela stáhla do ústraní. Důvodem bylo těhotenství zpěvačky Judith Holofernes. V té době začaly práce na novém albu. V prosinci 2006 se Judith Holofernes a Pola Roy stali rodiči – narodil se malý Friedrich.
Vydání alba předcházel singl Endlich ein Grund zur Panik (Konečně důvod k panice). Už před vydáním alba vysílala jedna mnichovská rozhlasová stanice bez svolení hudební firmy EMI kompletní písně, takže bylo možné najít Soundso na internetu už před zveřejněním. Týden před začátkem prodeje byly zřízeny oficiální webové stránky, kde bylo možno si pomocí devadesátisekundového úryvku každé písně udělat o albu obrázek.
Krátce po zveřejnění vystoupalo Soundso do top 100 v německých hitparádách a nakonec dosáhlo druhého místa, stejně jako v Rakousku. Ve Švýcarsku získalo jedenáctou příčku.

## Seznam stop
1. (Ode) an die Arbeit ((Óda) na práci) – 3:42
2. Die Konkurrenz (Konkurence) – 3:44
3. Soundso (Tak a tak) – 4:14
4. Für nichts garantieren (Za nic neručíme) – 4:22
5. Kaputt (Rozbitý) – 3:08
6. Labyrinth (Labyrint) – 4:14
7. The geek (Shall Inherit) – 3:40
8. Endlich ein Grund zur Panik (Konečně důvod k panice) – 3:43
9. Der Krieg kommt schneller zurück als du denkst (Válka se vrátí rychleji než myslíš) – 2:45
10. Hände hoch (Ruce vzhůru) – 4:36
11. Stiller (Tišší) – 4:21
12. Lass uns verschwinden (Nech nás zmizet) – 4:14

## O písních
Hlavním tématem alba je lidská identita, o které se zpívá především v titulní písni Soundso. Endlich ein Grund zur Panik se zabývá šířením paniky prostřednictvím médií, zatímco Der Krieg kommt schneller zurück als du denkst nám představuje skeptický pohled do budoucnosti. V The geek (shall inherit) jde o představy, které si člověk dělo o ostatních i o sobě samém, verš refrénu "The meek shall inherit the earth" je citátem ze 37. žalmu ("And the meek shall inherit the earth" – "Pokorní zdědí zemi". Kaputt má dodávat odvahu všem lidem, kteří žijí v obtížných rodinných poměrech. V dalších textech se píše o práci (Ode an die Arbeit), stále přetrvávající rivalitě ve společnosti (Die Konkurrenz), strachu ze závazků (Für nichts garantieren), o nutkání žít ve dvou (Lass uns verschwinden), podvolení se osudu (Hände hoch) a nedostatku slov k vyjádření pocitů (Stiller).
V písni „Für nichts garantieren“ zpívá kromě Judith Holofernes i Francesco Wilking z kapely Tele.

## Singly
| Datum             | Titul                       | Umístění | Umístění | Umístění | Umístění |
| Datum             | Titul                       | DE       | AT       | CH       | NL       |
| ----------------- | --------------------------- | -------- | -------- | -------- | -------- |
| 27. dubna 2007    | Endlich ein Grund zur Panik | 34       | 32       | –        | –        |
| 6. července 2007  | Soundso                     | 62       | –        | –        | –        |
| 9. listopadu 2007 | Kaputt                      | 69       | –        | –        | –        |
| 28. března 2008   | Die Konkurrenz              | -        | –        | –        | –        |